# Vörstetten
Vörstetten ist eine Gemeinde im Landkreis Emmendingen in Baden-Württemberg und liegt wenige Kilometer nördlich von Freiburg im Breisgau.

## Geographie

### Gemeindegliederung
Zur Gemeinde Vörstetten gehören das Dorf Vörstetten und der Weiler Schupfholz, der etwa zwei Kilometer nordwestlich von Vörstetten in der Nähe der Nachbarorte Reute und Holzhausen liegt, etwa drei Kilometer von der A5-Ausfahrt Freiburg-Nord entfernt. Im Gemeindegebiet von Vörstetten liegen die abgegangenen Ortschaften Sulzhof und Thiermondingen.

## Geschichte
Archäologische Befunde weisen eine Besiedelung der heutigen Gemarkung Vörstetten bereits für die Zeit vor 7000 Jahren nach. Die erste urkundliche Erwähnung als Verstat stammt aus dem Jahr 993.
Zwischen 1111 und 1179 sind die ortsadeligen Herren von Vörstetten belegt, die Ministerialen der Zähringer waren. Grundbesitz im Ort hatten außerdem die Herren von Schwarzenberg und die Herren von Falkenstein. Im Jahr 1405 wurde Vörstetten Teil der Markgrafschaft Baden-Hachberg.
Eine Blütezeit erlebte Vörstetten im ausgehenden 18. und beginnenden 19. Jahrhundert. Davon zeugen noch zahlreiche gut erhaltene Fachwerkhäuser aus dieser Zeit. Dennoch gab es in dieser Zeit auch zwei Auswandererbewegungen: Im 18. Jahrhundert war das Ziel von etwa 50 Personen Siebenbürgen und das Banat; im 19. Jahrhundert suchten etwa 350 Personen aus Vörstetten den Weg nach Amerika.

## Politik

### Gemeinderat

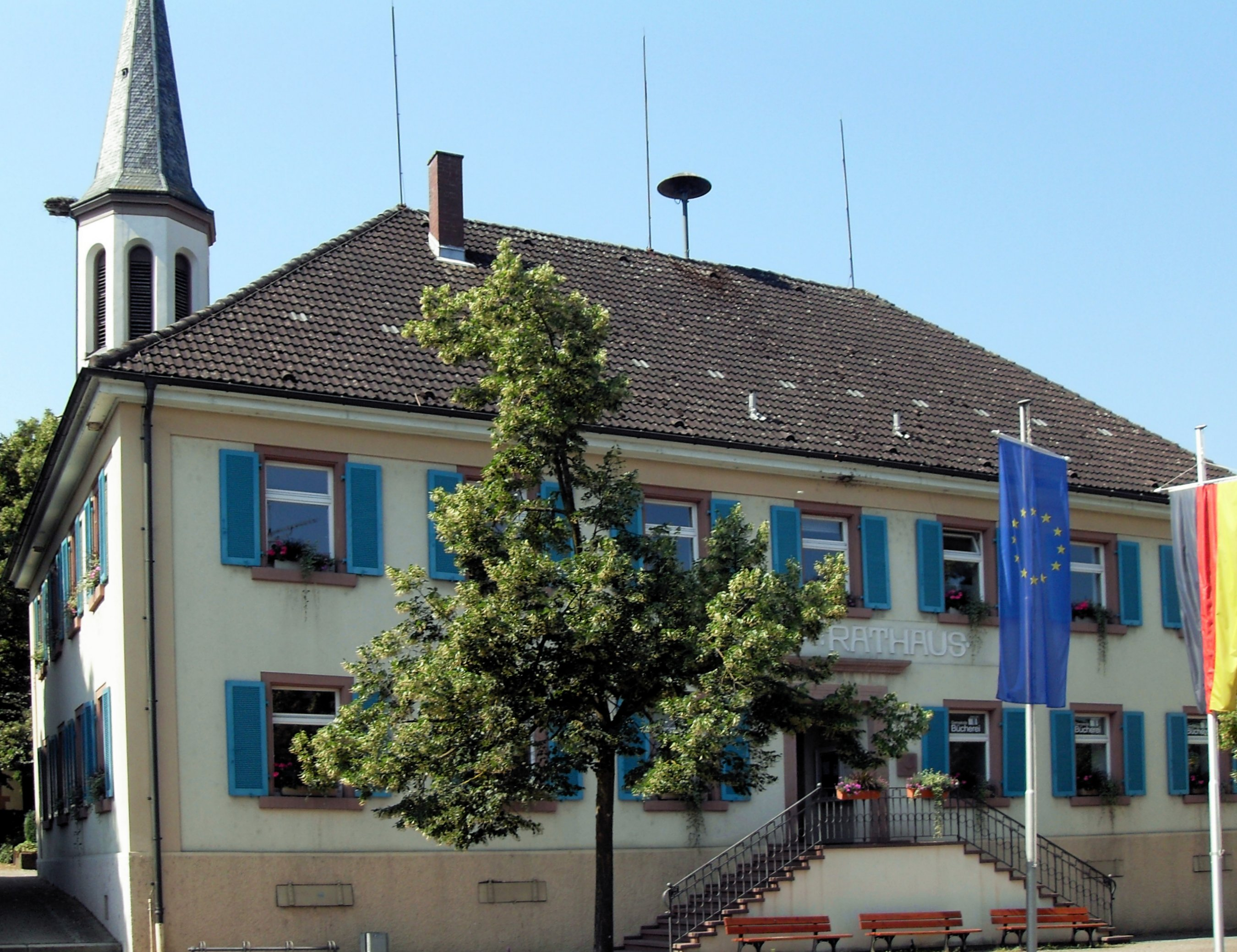
Rathaus und Gemeindebibliothek

Die Kommunalwahl am 9. Juni 2024 führte bei einer Wahlbeteiligung von 71,6 % (2019: 68,9 %) zu folgendem Ergebnis:
| Partei / Liste | Stimmenanteil | G/V %p | Sitze | G/V |
| -------------- | ------------- | ------ | ----- | --- |
| FWG            | 44,4 %        | + 0,6  | 5     | ± 0 |
| SPD            | 29,4 %        | − 6,0  | 4     | ± 0 |
| CDU            | 26,1 %        | + 5,3  | 3     | ± 0 |

### Bürgermeister
| Amtszeit  | Name                    |
| --------- | ----------------------- |
| 1888–1903 | Johann Jakob Lay        |
| 1903–1921 | Karl Josef Binninger    |
| 1921–1930 | Hermann Schüssele       |
| 1930–1945 | Adolf Wilhelm Binninger |
| 1945–1948 | Karl Adolf Bolz         |

| Amtszeit  | Name                  |
| --------- | --------------------- |
| 1948–1957 | Karl Joseph Reisacher |
| 1957–1977 | Heinz Erhard Ritter   |
| 1977–2009 | Karl Heinz Beck       |
| seit 2009 | Lars Brügner          |

### Verwaltung
1972 schlossen sich die Gemeinden Vörstetten und Denzlingen zu einem Verwaltungsverband zusammen, dem zwei Jahre später auch die benachbarte Gemeinde Reute beitrat.
Der Verband erledigt für seine Mitgliedsgemeinden Verwaltungsaufgaben. Er ist unter anderem der Schulträger für alle Schulen im Verbandsgebiet und unterhält einen gemeinsamen Bauhof.

### Wappen
Die Blasonierung des Wappens von Vörstetten lautet: In gespaltenem Schild vorne in Gold (Gelb) ein roter Schrägbalken, hinten in Blau ein steigender goldener (gelber) Krebs neben einem pfahlweis gestellten (silbernen) weißen Pflugmesser.
Das Wappen wurde für die Zeit von 1613 bis 1779 auch als Siegelstempel nachgewiesen.
Die rechte (vordere) Hälfte des gespaltenen Schildes zitiert das badische Wappen, das alle ehemals zur Markgrafschaft Baden-Hachberg gehörenden Gemeinden führen.
Die linke (hintere) Hälfte des Wappens ist der individuelle Wappenteil der Ortschaft Vörstetten. Der Flusskrebs verweist auf die Krebse, die es früher in größerer Menge in den örtlichen Gewässern Schobbach, Mühlbach, Futterholzbach, Riemenbach und Rossschwämmebächle gab. Der Krebs ist der älteste Teil des Wappens. Bereits die Herrschaft der Tiefburg im 12./13. Jahrhundert führte den Krebs als Wappentier. Davon dürfte er in das Gemeindewappen übernommen worden sein. Heraldisch bedeutet der Krebs Wehrhaftigkeit und Wendigkeit.
Die Farben blau und gelb finden sich häufig in örtlichen Vereinsfarben oder bei örtlichen Festlichkeiten wieder.

### Gemeindepartnerschaften
Vörstetten ist mit den französischen Gemeinden L’Étrat und La Tour-en-Jarez im Département Loire verschwistert.

## Wirtschaft und Infrastruktur

### Ansässige Unternehmen
- Bolz GmbH, Holzverarbeitung
- Hegemann GmbH, Entwicklung und Produktion von Industrieelektronik mit Schwerpunkten Mikroprozessor-Technik und unterstützte Leistungselektronik

### Bildung

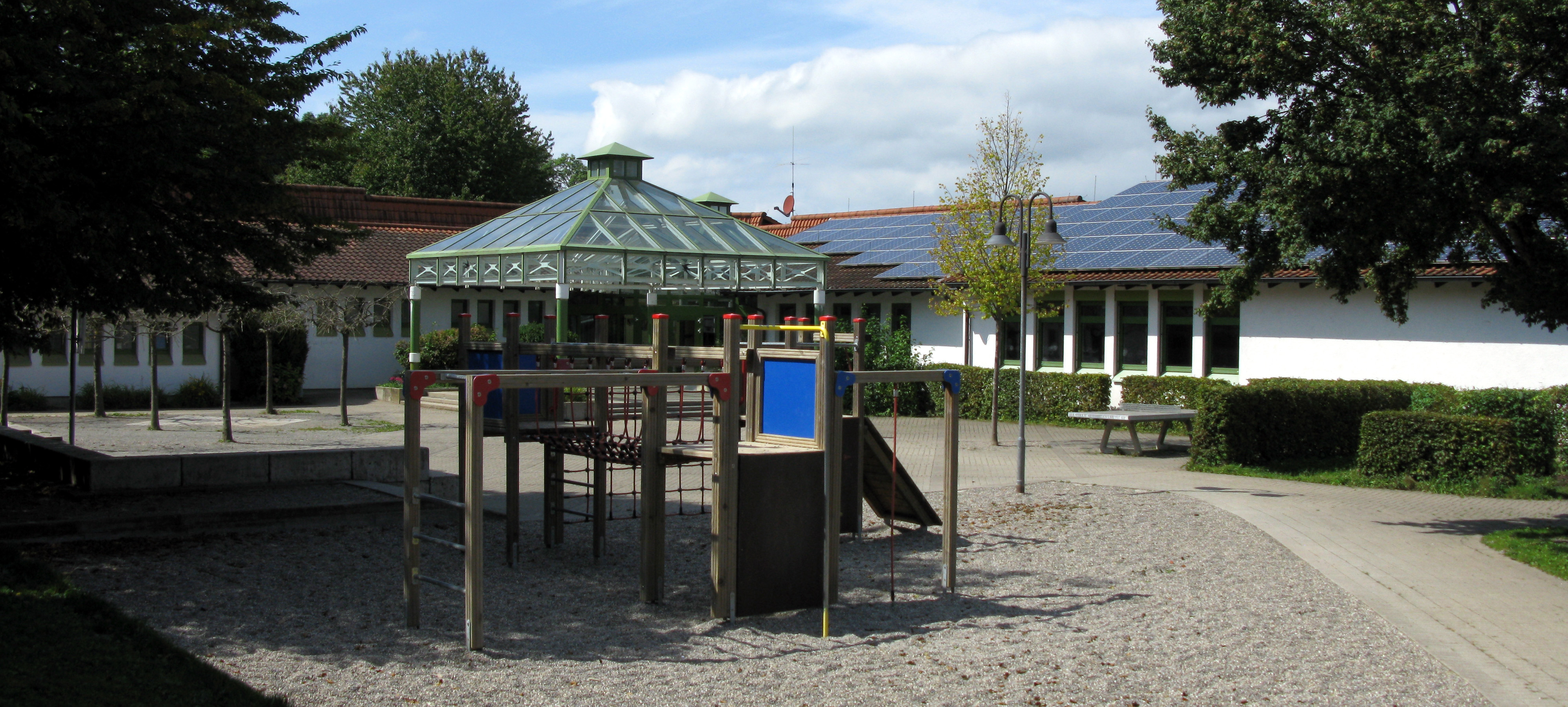
Grundschule

Vörstetten verfügt über vier gemeindeeigene Kindergärten, eine Grundschule und eine Bücherei mit Internetzugang. Bis zur Zurückstufung zur reinen Grundschule im Jahr 2014 war die Eichmattenschule im benachbarten Reute die zuständige Werkrealschule. Förderschule, Realschule und Gymnasium können im benachbarten Denzlingen, Gundelfingen, Freiburg und Emmendingen besucht werden.

### Verkehr
Für den Schienenverkehr bieten der Bahnhof Denzlingen und der Haltepunkt Gundelfingen Anschluss, die jeweils ca. 4 km entfernt sind. Der Linienbus 201 bietet unter der Woche stündlichen Anschluss an Gundelfingen und Freiburg, Linienbus 202 unter der Woche stündlichen Anschluss an Denzlingen.
Seit März 2024 befindet sich in Vörstetten eine Station des Fahrradverleihsystems Frelo, die zunächst testweise für eine Dauer von zwei Jahren eingerichtet wurde. Der Breisgau-Radweg von Herbolzheim nach Breisach führt vom Teninger Ortsteil Nimburg und Reute nach Vörstetten und weiter nach Freiburg. Der Ausbau des Radweges von Emmendingen nach Freiburg entlang der B 3 und ab Gundelfingen entlang der Badischen Hauptbahn zum Radschnellweg RS 6 unter Anschluss Vörstettens geplant.

## Kultur und Sehenswürdigkeiten

### Museen

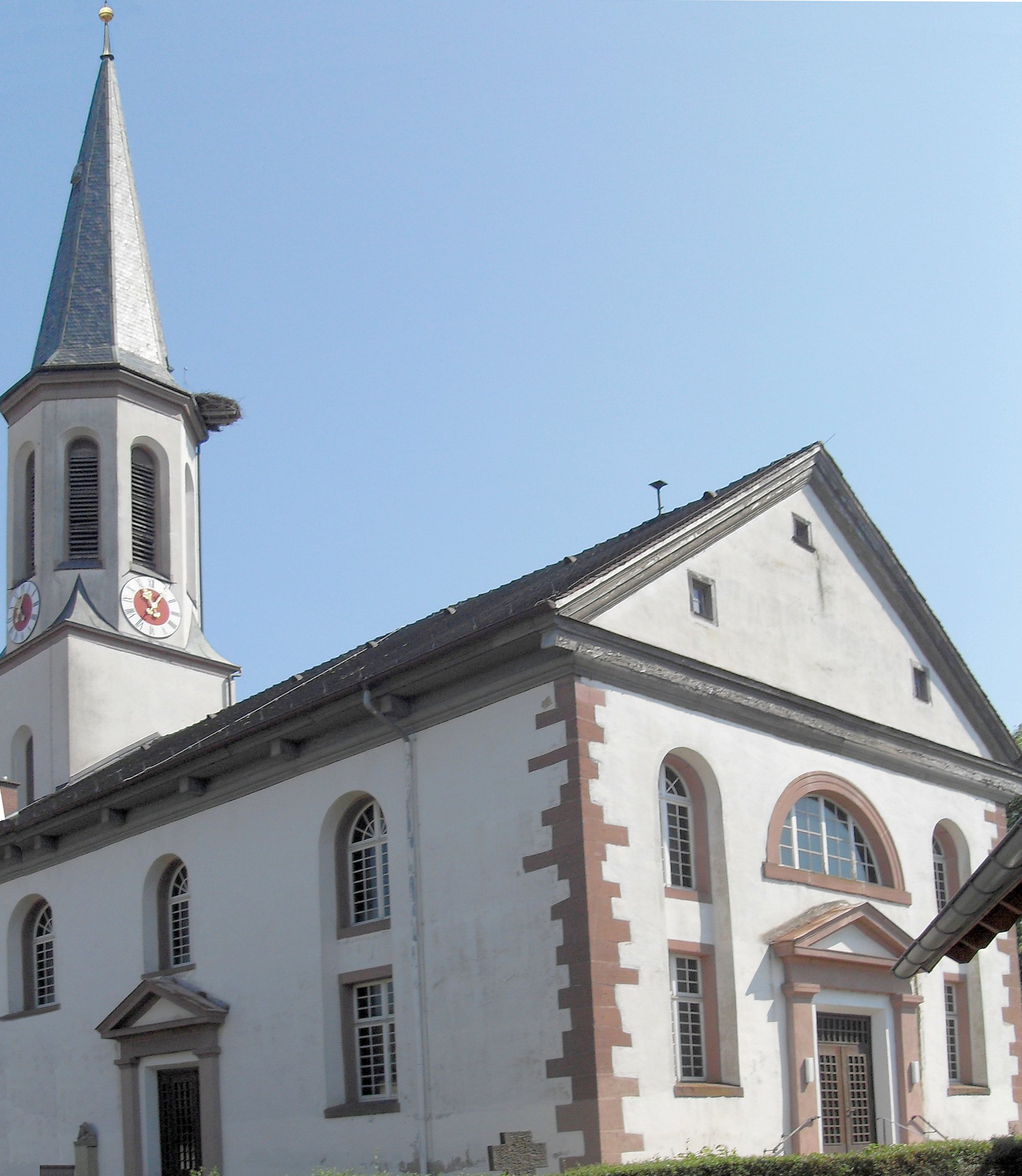
Evangelische Kirche

- Bäckereimuseum (bis 2017)
- Alamannen-Museum Vörstetten

### Bauwerke
- In Vörstetten fallen die etwa 70 gut erhaltenen und gepflegten Fachwerkhäuser aus der Zeit zwischen 1770 und 1825 auf, die ein besonders schönes Ortsbild ergeben. Mittelpunkt des Dorfes ist das im klassizistischen Stil erbaute Rathaus.
- Auch die Evangelische Kirche, die 1803 nach Plänen von Friedrich Weinbrenner erweitert wurde, steht mitten im Dorf. Sie enthält eine historische Orgel von Mathias Martin.
- Die katholische Kirche St. Maximilian Kolbe, ein Neubau aus dem Jahr 1997, wurde  2001 mit einem Preis für beispielhaftes Bauen der Architektenkammer Baden-Württemberg ausgezeichnet.[8]

|  |  |

### Natur
Südlich des Ortes liegt der Vörstetter Baggersee mit einer Größe von 3,1 ha und einer Tiefe von ca. 18 m. Er entstand mit dem Bau der Autobahn und dient dem Angelsportclub Vörstetten als Fischgewässer.

### Sport
Der größte Sportverein Vörstettens ist der 1956 gegründete Fußballverein VfR Vörstetten. Seit der Saison 2015/16 spielt die erste Herrenmannschaft des VfR Vörstetten in der Kreisliga B.
Sportanlagen in Vörstetten:
- Fußballplatz
- Mehrzweckhalle Heinz-Ritter-Halle (1975 erbaut[10])
- Volleyballfeld
- Basketballfeld
- Tennisplätze
- Tischtennisplatten
- Skateplatz

### Regelmäßige Veranstaltungen
- Vörstetten feiert traditionell jedes ungerade Jahr das Gumbiswinkelfest, welches im Gumbiswinkel stattfindet und von den Vörstetter Vereinen ausgerichtet wird. Das 26. Gumbiswinkelfest fand auf Grund der Coronapandemie erst im Jahr 2022 statt. Der Musikverein veranstaltet in den Jahren ohne Gumbiswinkelfest das Rettichfest, welches seit 2012 in der Marchstraße stattfindet.